# Latrell Sprewell
Latrell Fontaine Sprewell (* 8. September 1970 in Milwaukee, Wisconsin) ist ein ehemaliger US-amerikanischer Basketballspieler. Er war ein Flügelspieler (Guard/Forward), der vor allem von seiner Athletik, Schnelligkeit und Vielseitigkeit lebte.

## Karriere

### 1992–1997
Sprewell kam 1992 von der University of Alabama in die amerikanische Profiliga NBA. Die Golden State Warriors zogen ihn an 24. Stelle der 1. Runde des Drafts. Sprewell legte einen guten Start hin und startete in 69 seiner 77 Spiele in seiner Rookiesaison. Sein Punkteschnitt lag bei 15,4 PpS. Für seine Leistungen wurde er in das NBA All-Rookie Second Team berufen. Außerdem erhielt er einen Vertrag für einen Signature Schuh der Firma Converse. Dieser gilt in Sammlerkreisen noch heute als einer der besten Basketballschuhe seiner Zeit. Seine Spielweise verbesserte sich über die nächsten Jahre. Er hatte den höchsten Punktedurchschnitt seiner Mannschaft, wurde 1994, 1995 und 1997 All-Star und erzielte 1996–97 durchschnittlich 24,2 PpS (fünftbester in der Liga).

### Würge-Zwischenfall (1997)
Obwohl er vier Mal NBA-All-Star war, wurde seine Karriere durch ein Ereignis am 1. Dezember 1997 überschattet: Während eines Trainings griff er den Trainer der Golden State Warriors P. J. Carlesimo an. Als Carlesimo ihn anschrie, er solle bessere Pässe machen, antwortete Sprewell, er sei nicht in der Stimmung für Kritik und der Trainer sollte Abstand zu ihm halten. Trotzdem kam Carlesimo näher, woraufhin Sprewell drohte ihn zu töten und ihn 10–15 Sekunden würgte, bis die anderen Teammitglieder ihn von dem Trainer trennen konnten. Zwanzig Minuten später kam er in die Halle zurück und schlug nochmals auf Carlesimo ein, traf ihn aber nicht richtig und wurde daraufhin aus der Halle geschafft.
Sprewell wurde für zehn Tage ohne Bezahlung gesperrt. Am Tag darauf lösten die Warriors Sprewells Vertrag, welcher 23,7 Millionen Dollar über drei Jahre entsprach, auf. Zudem wurde Sprewell von der Liga für 82 Spiele gesperrt. Er ging vor Gericht und dort wurde die Vertragsauflösung für nichtig erklärt und seine Sperre auf die verbleibenden 68 Spiele der Saison reduziert. Während seiner Suspendierung wurde Sprewell wegen rücksichtslosen Fahrens und seiner Beteiligung an einem Unfall, bei dem zwei Personen verletzt wurden, zu drei Monaten Hausarrest verurteilt.
Aufgrund der durch den Lockout verkürzten Saison 1998/99 spielte Sprewell nicht mehr bis zum Februar 1999, nachdem die Warriors ihn für John Starks, Chris Mills und Terry Cummings zu den New York Knicks getradet hatten.

### 1999–2003
Im Madison Square Garden (auch das Basketballstadion New Yorks) liebten ihn die Fans und im gleichen Jahr brachte er die Knicks ins NBA-Finale, wo sie jedoch 4:1 gegen die San Antonio Spurs verloren.
In den nächsten Jahren blieb der Erfolg jedoch aus und der Mediendruck auf den „Go-to-Guy“ Latrell Sprewell wuchs stetig. Zuletzt fühlte er sich immer unwohler in New York, da er das Gefühl hatte, dass selbst der Präsident der Knicks, James Dolan, ihn nicht mochte. Trotzdem stellte er bei den Knicks einen Rekord mit den meisten erfolgreichen Drei-Punkte-Würfen (9 Treffer bei 9 Versuchen) in einem Spiel der NBA auf, der mittlerweile jedoch auch von Ben Gordon erreicht wurde.
Nachdem mit zunehmendem Alter Sprewells Schnelligkeit und damit sein typisches Spiel und seine Defense nachließen, wurde ein Trade immer wahrscheinlicher. Auch kam er immer öfter zu spät zum Training oder zeigte eine unprofessionelle Einstellung.

### 2003–2005
2003 wurde er schließlich zu den Minnesota Timberwolves getradet. Anfangs spielte er erneut sehr gut und fügte sich in das Team ein. Ihm gefiel, dass er nun nicht mehr die alleinige Verantwortung tragen musste, endlich auf seiner bevorzugten Position (Shooting Guard, statt in New York Small Forward) spielen konnte und echte Stars an seiner Seite hatte. Doch als 2004 der Erfolg ausblieb und Sprewell zudem eine schlechte Saison ablieferte, entschlossen sich die Timberwolves ihm nur einen kleinen Vertrag (21 Mio. USD für drei Jahre) anzubieten. Das lehnte Sprewell jedoch mit der Begründung ab, er habe „eine Familie zu ernähren“.

## Auszeichnungen und Erfolge
- 1× All-NBA First Team: 1994
- 1× All-Defensive Second Team: 1994
- 4× NBA All-Star: 1994, 1995, 1997, 2001
- 1× NBA-Finalist: 1999
- Karrierestatistiken: 18,3 Punkte; 4,0 Assists, 4,1 Rebounds (alle pro Spiel)